# Wilhelm Jacob Wimpf
Wilhelm Jacob Wimpf (* 15. November 1767 in Weilburg; † 11. April 1839 ebenda) war Nassauisch-Weilburgischer Beamter und Unternehmer. Er gilt als Pionier des Stampflehmbaus (Pisébau) in Deutschland.

## Leben
Wilhelm Jakob Wimpfs war der Sohn von Johann Matthias Wimpf und Margarete Wimpf geborene Medicus. Sein Vater war in Nördlingen geboren und seit dem 1748 im Nassauisch-Weilburgischem Dienst. Seine Mutter entstammte  einer angesehenen Weilburger Beamtenfamilie. Verheiratet war Wilhelm Jakob Wimpf mit Maria Sybillee Schnerr aus Kirchberg an der Jagst.
Wilhelm Jakob Wimpf besuchte das Weilburger Gymnasium Philippinum und studierte danach an den Universitäten Gießen und Göttingen Rechtswissenschaften. Er promovierte in Göttingen.
Im Jahr 1789 wurde er als Regierungsadvokat der fürstlich-nassauisch-weilburgischen Regierung angestellt. In den Jahren 1792 und 1796 oblag ihm die Verhandlung mit den französischen Besatzungstruppen, im ersten Koalitionskrieg, über die Kontributionszahlung. Wimpf machte sich hierbei einen Namen durch seine geschickte Verhandlungsführung. Er handelte die Forderung der Französischen Armee von 200.000 Gulden auf 150.000 Gulden herunter.
Im Jahr 1799 beendete Wilhelm Jakob Wimpf seine Beamtenlaufbahn und übernahm die Erbleihe an der maroden Weilburger Papiermühle an der Guntersau. Wimpf gelang es binnen weniger Jahre, die Mühle in einen florierenden Betrieb umzuwandeln. Er erwarb danach die umliegenden Grundstücke und ließ weitere Betriebe bauen. Als erstes entstand eine Steingutfabrik, dann eine Getreidemühle. Diese konnte er jedoch erst in Betrieb nehmen, nachdem er als Autodidakt die Müllerprüfung abgelegt hatte.
Nach langen Verhandlungen gelang es ihm 1832 den Erbleihbestand der Papiermühle endgültig zu erwerben. Er hatte seine neuen Betriebe so mit dem alten Betrieb verbunden, dass eine Trennung nicht mehr möglich war. Bei seinem Tod umfasste das Betriebsgelände neben der Papiermühle eine Branntweinbrennerei, die Steingutfabrik mit einer Gipsmühle und zwei Glasurmühlen, die Fruchtmühle, ein Gewächshaus, eine Steindruckerei und zahlreiche Nebengebäude.
Auch außerhalb Weilburg entfaltete Wimpf Aktivitäten. Er erwarb die Ölmühle in Ahausen, wurde Teilhaber der Löhnberger Mühle und ließ die Tongrube Wimpfsfeld in Mengerskirchen erschließen. Weiterhin erwarb er Beteiligungen an Eisen- und Braunkohlegruben.

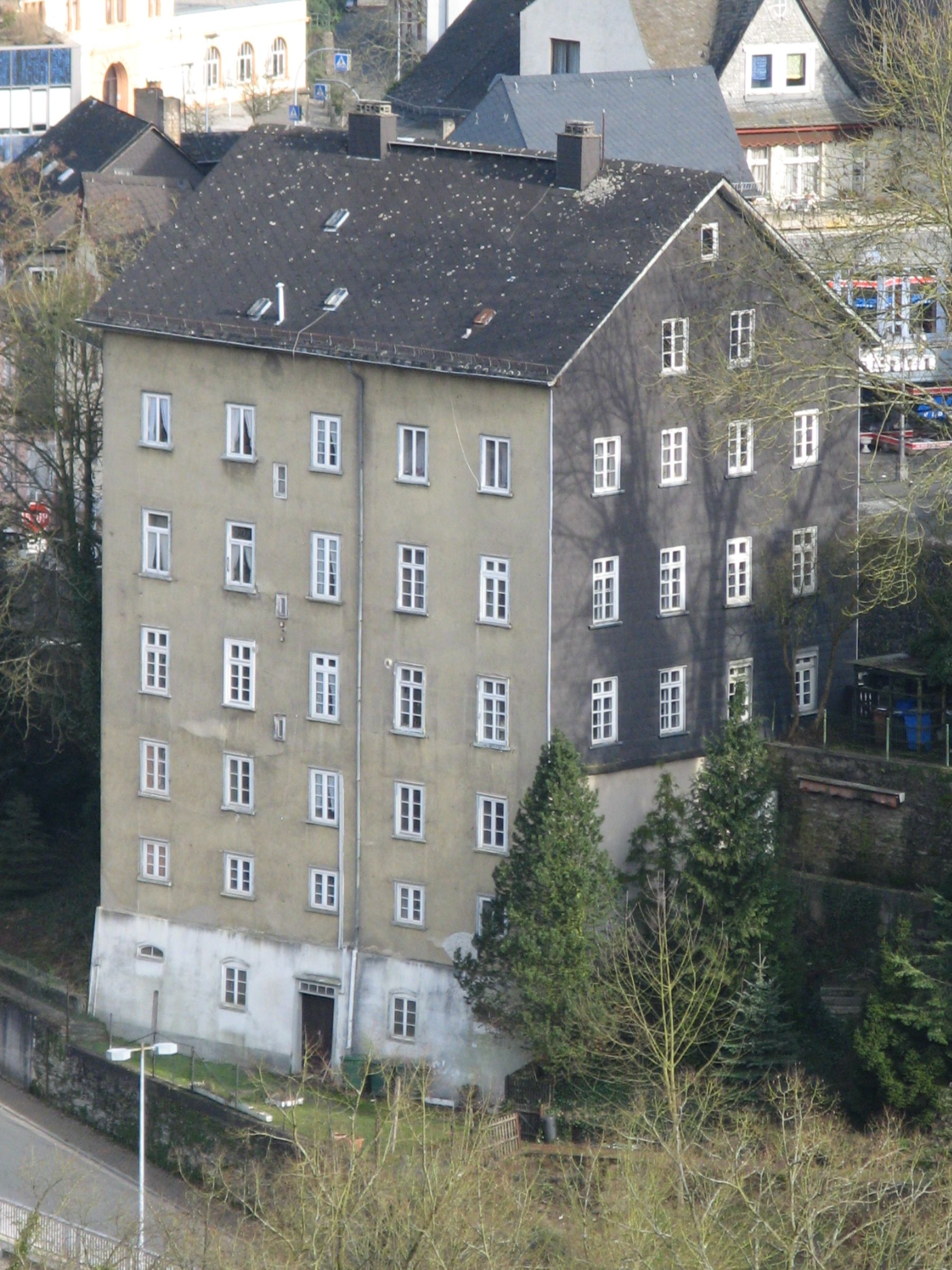
Haus in der Hainallee 1 in Weilburg. Von Wimpf von 1826 bis 1828 errichtet.

Wimpf errichtete von 1826 bis 1828 auch das Haus in der Hainallee 1 als Wohnhaus für seine Familie. Dieses Wohnhaus gilt bis heute als das höchste Stampflehmgebäude der Welt. Für seine umfangreichen Baumaßnahmen griff Wimpf auf den Stampflehmbau zurück. Dieses Bauverfahren wurde in Frankreich von Franz Cointeraux bekannt gemacht. Dessen Buch „Schule der Landbaukunst“ wurde 1793 auch ins Deutsche übersetzt.
Das nötige Fachwissen erarbeitete sich Wimpf autodidaktisch. Er schrieb 1836 seine Erfahrungen in dem Buch „Der Pisé-Bau oder vollständige Anweisung äußerst wohlfeile, dauerhafte, warme und feuerfeste Wohnungen aus bloßer gestampfter Erde, Pisé-bau genannt, zu erbauen.“ In seinem Vorwort schrieb Wimpf: „Der Verfasser, der sich seit 36 Jahren mit dieser nützlichen Bauart beschäftigt hat besitzt große Fabrikgebäude von 200 und mehr Fuß Länge verhältnismäßiger Tiefe, drei- und vierstöckig, andere von 100, 60 und 50 Fuß in denen tobende Wassermühlwerke befindlich sind, die mehr gepolter und Erschütterungen machen als vielmehr je in einem Haus statt hat und worin die Speicher, außer der schweren Last in den Zimmern, Hunderte von Zentnern Früchte, Heu und Stroh, und andere schwere Gegenstände tragen., ohne dass sich nur eins dieser mehr als 1000 Fuß Front bildenden Gebäude in seinem Innern noch in seinem Äußeren im mindesten verändert hätte.“ Die erste Auflage dieses Buches und die lithografierten Tafeln wurden in Wimpfs Druckerei in Weilburg angefertigt. Ein Exemplar der zweiten Auflage befindet sich in der Staatsbibliothek Moskau.
In dieser Bautechnik stieg Wimpf zu einem gefragten Experten auf. Er beriet Christian Zais bei der Errichtung des Oeconomiegebäudes des Gassenbacher Hofs in Idstein 1811/12. Dieses Gebäude beherbergte das Landwirtschaftliche Institut des Herzogtums Nassau. Auch bei den im Amt Montabaur errichteten Pisé-Musterbauten beriet er die Nassauische Regierung.
Mehrere Handwerker lernten bei Wimpf die Bautechnik des Pisébaus. Von ihnen wurden zahlreiche Wohn- und Geschäftshäuser als Pisébauten in Weilburg errichtet. Weilburg wurde dadurch ein Zentrum der Pisébautechnik. Viele dieser Häuser stehen noch heute in Weilburg. Besonders an der Limburger-, Bahnhofs- und Frankfurter Straße. Wo sie das Stadtbild prägen.